# GBU–49 Enhanced Paveway II
A GBU–49 Enhanced Paveway II amerikai kettős önirányítású  (DMLGB) 227 kilogrammos (500 fontos) légibomba, amely lézersugaras célra vezetést és GPS navigációs rendszert egyaránt képes alkalmazni pontos találat érdekében. A csak lézeres önirányítást alkalmazó GBU–12 Paweway II továbbfejlesztett, GPS-t is alkalmazó változata. A 2000-es évek közepén kifejlesztett GBU–49-est számos ország alkalmazza, éles bevetésére is sor került az iraki és az afganisztáni háborúban.
A kettős rávezetésű bomba a jövőben modernizált magyar Gripenek fegyverzetébe is bekerülhet mint a szárazföldi csapatok légi támogatásának (CAS) elsődleges eszköze.

## Kialakítása és jellemzői
A GBU-49 lényegében egy átalakító készlet, amely egy olyan orr- és farrészből áll. Ezzel a készlettel a NATO szabvány Mk 82 szabadesésű, nem irányított bombát „okos” vagyis irányított fegyverré lehet átalakítani. A GBU–49-es bomba kétféle rávezetést alkalmazhat feladattól és a körülményektől függően: félaktív lézersugatrast (SAL), illetve GPS navigációs rendszeren alapulót.  
A lézeres rávezetés előnye, hogy mozgó célpontok ellen is alkalmazható, hátránya, hogy a bombavető repülőgépnek folyamatosan meg kell világítania a célt egy lézersugárral és emiatt a célpont közelében kell maradnia kitéve magát az ellenséges légvédelemnek. A lézeres célmegjelölés erősen időjárásfüggő, rossz látási viszonyok között nem alkalmazható sikeresen.
A GPS navigációs rendszert alkalmazó önirányítás előnye, hogy szinte bármilyen időjárási körülmények között működik, azonban mozgó célok ellen nem használható, mivel a leoldást követően nem változtathatók meg a célkoordináták. Ez utóbbi probléma kiküszöbölésére fejlesztés alatt van a GBU–49 újabb változata, amely adatkapcsolat révén folyamatosan friss célkoordinátákat kaphat a bombavető repülőgéptől. A repülőgép radarjával illetve elektro-optikai eszközeivel követi a célpontot a becsapódásig folyamatosan friss célkoordinátákat generálva a mozgó célpontról a bomba számára. Ezzel a megoldással az időjárás függőséget megoldják ugyan, azonban a repülőgépnek megint csak a célpont közelében kell maradnia, ahol az ellenséges légvédelem veszélyt jelenthet rá – különösen azért, mert a GBU–49 hatótávolsága mindössze 10–15 km. A legtöbb csapatlégvédelmi rendszer hatótávolsága pedig meghaladja ezt a távolságot.

## Fordítás
- Ez a szócikk részben vagy egészben  a   Paveway című angol Wikipédia-szócikk fordításán alapul.  Az eredeti cikk szerkesztőit annak laptörténete sorolja fel. Ez a jelzés csupán a megfogalmazás eredetét és a szerzői jogokat jelzi, nem szolgál a cikkben szereplő információk forrásmegjelöléseként.